# Fortin d'Heredia
Le Fortin d'Heredia est une édification en forme de tour et symbole de la ville d'Heredia au Costa Rica. Il se trouve au centre de la métropole.

## Histoire
Sa construction fut commandée dans l'administration du président Tomás Guardia Gutiérrez, en 1876, par ordre du Commandant et Gouverneur de la Province, Fadrique Gutiérrez (1844-1897). Sans être architecte, il fit le plan de l'œuvre.

## Architecture
Le fortin est divisé en trois parties très clairement définies.
La base, un socle de forme carrée avec de corniches dans la partie supérieure coupées en ovale.
Sur la porte se trouvent deux jeux de niches, en deux niveaux superposés symétriquement. De ce premier élément sort la seconde partie, qui est de forme cylindrique avec ses respectives niches.
Le troisième élément est séparé du second par une corniche double en forme d'anneau, avec des décorations octogonales.
Les matériaux de construction sont, pour le premier élément qu'est le plus robuste, un mélange de pierre brute, boue et chaux. Le second et le troisième élément sont en brique.
Le premier élément a une hauteur de six mètres, le second de cinq mètres et le troisième deux mètres pour un total de treize mètres. La partie supérieure ou plafond n'a pas de protection, elle est à ciel ouvert.

## Monument national
Par Décret Exécutif no 4256-C, publié au journal officiel de La Gaceta no 208 du 2 novembre 1974, le fortin a été déclaré Monument national, propriété de la Municipalité d'Heredia.

## Projets de restauration
Le fortin a reçu des réparations importantes, une en 1967, une autre en 1981, lorsqu'on fit un anneau de métal où commence la base cylindrique, pour lui donner plus de fermeté.
Dans l'année 2009, les architectes Ibo Bonilla et Erick Chaves ont dessiné et dirigé une restauration en l'adaptant pour la visite du public et l'incorporant comme équipement urbain à côté de l'amphithéâtre et ses zones vertes.